# Erminghausen
Koordinaten: 51° 17′ 3″ N, 8° 50′ 16″ O
Erminghausen ist eine Wüstung in der Gemarkung von Korbach im nordhessischen Landkreis Waldeck-Frankenberg.

## Geographische Lage
Die Wüstung befindet sich auf der Waldecker Tafel im Westen der Feldmark der Korbacher Kernstadt auf 394 m Höhe über NHN unweit südlich der Bundesstraße 251 zwischen Korbach im Osten und Lelbach im Westen.

## Geschichte
Der Ort wurde im Jahre 1126 erstmals urkundlich erwähnt, als die Edelfreie Riclinde/Riklinde von Itter und ihre Schwester Frederun/Friderun, Nichten und nächste Erbinnen des 1123 verstorbenen Folkmar von Itter, den von ihm geerbten Allodialbesitz an der Burg und der Herrschaft Itter der Abtei Corvey unter Abt Erkenbert zu Lehen auftrugen, darunter auch zwei Hufen in Evermaringhusen, die der ittersche Ministeriale Ordwin dort innehatte.
Urkundliche Belege zur Geschichte des Orts sind rar. Möglicherweise handelte es sich nur um einen Adelshof als Kern mit dazugehörigen Katen. Im Jahre 1438 werden die Herren von Westphalen als waldecksche Lehnsinhaber des freien Stuhls zu Ermighausen genannt. Im Jahre 1498 belehnte Graf Philipp II. von Waldeck-Eisenberg den Goddert von Brobeck mit dem Zehnten im Ort; 1538 verkaufte Johann von Brobeck diesen Zehnten für 400 Rheinische Goldgulden an das 1349 gestiftete und 1467 erweiterte Neustädter Hospital in Korbach.
Wann der Ort aufgegeben wurde, ist nicht geklärt. Heute erinnern noch die Flurbezeichnung „Ermighäuser Wiesen“ und der Korbacher Straßenname Ermighäuser Weg an den verschwundenen Ort.

## Ortsadel
Eine niederadelige Familie von Erminghausen ist ab 1327 sicher belegt. Allerdings bestand sie vermutlich bereits mindestens seit dem frühen 13. Jahrhundert, und der 1234–1269 beurkundete Abt Heinrich I. des Klosters Flechtdorf mag ein Mitglied des Geschlechts gewesen sein. Sie waren Lehnsträger des Reichsstifts Corvey und der Grafen von Waldeck, einige später auch Bürger der Stadt Korbach. Das Geschlecht erlosch im Mannesstamm 1506 oder 1508 mit dem waldeckschen Landdrosten Heinrich von Erminghausen.

## Ortsname
Der Ortsname bzw. der Name des Geschlechts erscheint bis ins 16. Jahrhundert in mannigfachen Variationen in schriftlichen Zeugnissen: Evermurnchusen (1332), Ermelnchuß (1332–1348), Ermrinchausen (1. Hälfte 14. Jh.), Eurmarinchusen & Eurmaringhusen (1341), Euermarinchusen (1345, 1364, 1367), Ermerlinchusen (1348), Ermerinchosen (1350), Evermarinkusen (1369), Ermarinchusen (1373), Elmerinchusen (1380), Ermerkusen (1398, 1443, 1478, 1487), Emerinkusen & Erinkusen (1399), Emmeringhusen (1406, 1407), Ermenkuß (1417, 1443), Ermerenchusen (1420, 1427), Ermerkhusen (1425, 1448, 1538), Ermerkhussen (1425), Ermerckhuß (1436), Ermerinchusen (1437, 1439), Erminchusen (1449), Ermerchusen & Ermercküsen (1455), Ermichusen (1475), Ermelkusen & Ermerlinghausen (1482), Ermyckhusen (1487), Ermerkusin & Ermerckhausen & Ermkusen (1493), Ermerinckusen & Erminghausen (1495), Ermerckusen & Ermenkusen (1499), Ermerkußen (1506), Ermeküsen & Ermeküßen (1512), Ermkchusen (16. Jh.), Ermechusen (1538) und Ermigkhausen (1563).